# Präfektur Tanger-Asilah
Tanger-Asilah (arabisch عمالة طنجة - أصيلة, Tamazight: ⵟⴰⵏⴶⴰ ⴰⵚⵉⵍⴰ) ist eine Präfektur in Marokko. Sie gehört seit der Verwaltungsreform von 2015 zur Region Tanger-Tétouan-Al Hoceïma (vorher Tanger-Tétouan) und liegt im Norden des Landes. Im Norden grenzt sie an die Straße von Gibraltar, im Westen an den Atlantik. Die Präfektur hat 762.583 Einwohner (2004). 

## Größte Orte

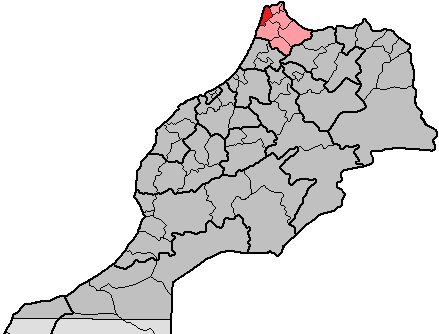
Provinz Tanger-Asilah (dunkelrot) innerhalb der Region Tanger-Tétouan (hellrot)

| Gemeinde  | Einwohner (2. September 1994) | Einwohner (2. September 2004) |
| --------- | ----------------------------- | ----------------------------- |
| Tanger    | 494.234                       | 669.685                       |
| Asilah    | 24.496                        | 28.217                        |
| Boukhalef | 18.735                        | 18.699                        |
| Zirara    | 13.361                        | 15.033                        |
| Chbanate  | 11.522                        | 10.618                        |
| Bir Taleb | 11.047                        | 11.252                        |